# Port w Tallinnie

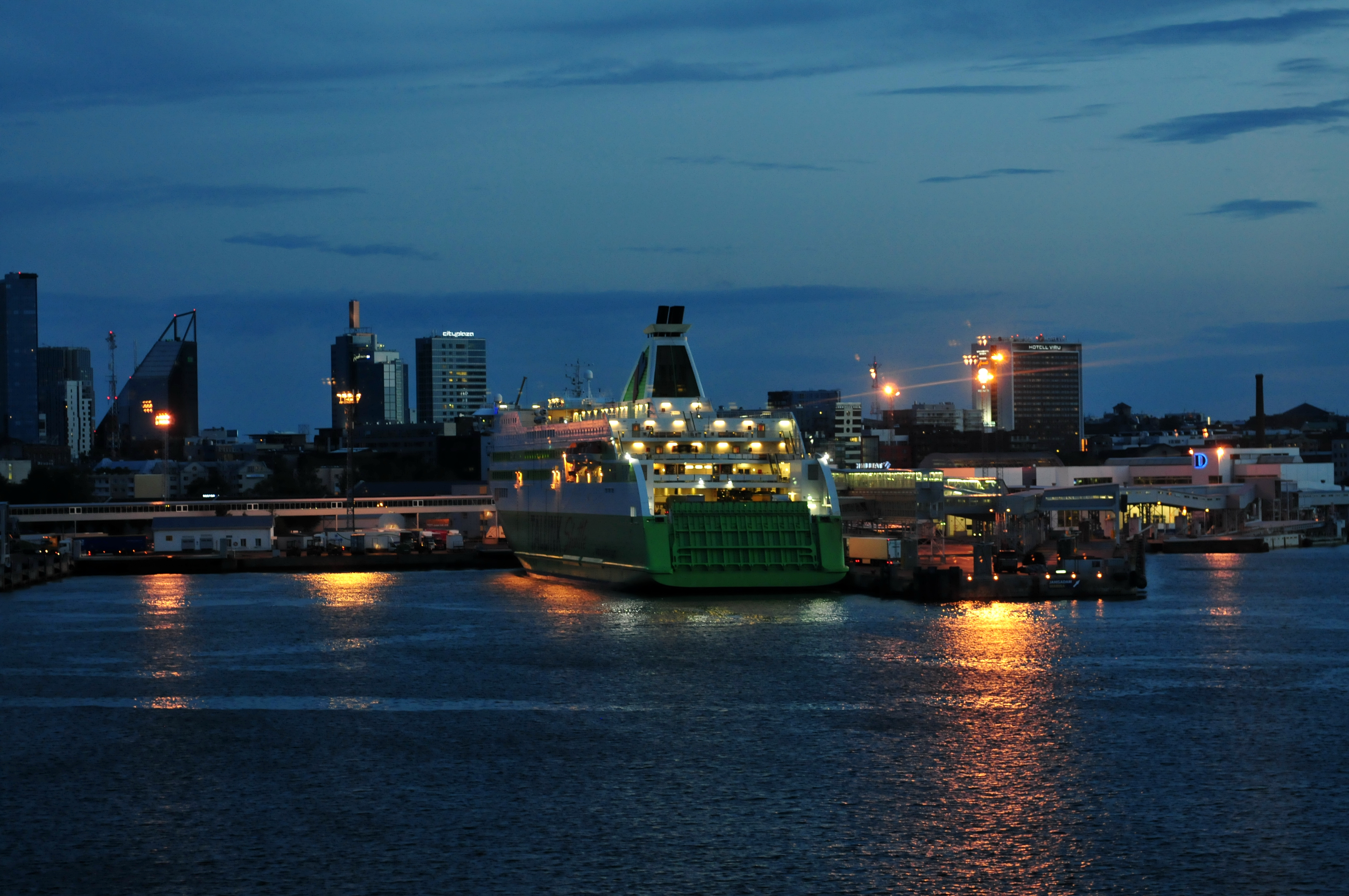
Prom w Vanasadam

Port w Tallinnie (est. Tallinna Sadam) – największy kompleks portowy w Estonii, a także, jeśli wziąć pod uwagę łącznie ruch pasażerski i towarowy, największy nad Morzem Bałtyckim. Siedziba portu znajduje się w Tallinnie. Port jest własnością państwa, jednak ruch towarowy w całości obsługiwany jest przez prywatne spółki.
Kompleks Port w Tallinnie składa się z 6 portów:
- Vanasadam (est. Stary Port) znajduje się w centrum Tallinna i jest największym portem pasażerskim Bałtyku. Obsługuje międzynarodowe połączenia z Finlandią, Szwecją oraz Rosją.
- Marina staromiejska w centrum Tallinna, służąca dla jednostek rekreacyjnych.
- Port Muuga – największy port towarowy Estonii, znajdujący się we wsi Muuga, około 13 km na północny wschód od Tallinna.
- Port Południowy w Paldiski – drugi co do wielkości port towarowy w kompleksie Portu w Tallinnie. Znajduje się w Paldiski, 45 km na zachód od Tallinna.
- Port Paljassaare – kolejny port towarowy, znajdujący się na Półwyspie Paljassaare, około 6 km od centrum Tallinna.
- Port Saaremaa – przystań pasażerska we wsi Ninase na wyspie Sarema.

Hasłem Portu w Tallinnie jest The Port of Good News (Port dobrych wieści).
W 2014 roku Port w Tallinnie obsłużył ponad 9,5 miliona pasażerów. W 2017 było to 10,56 mln pasażerów, głównie w komunikacji z Helsinkami (8,83 mln), Sztokholmem (ponad 1 mln) i Petersburgiem (83,5 tys.). W tym samym roku do portu zawinęło też 311 statków wycieczkowych z 564 tys. pasażerów.